# Kožentavra
Kožentavra (nemško Kirschentheuer) je manjše naselje na desnem bregu pred mostom čez reko Dravo na Koroškem. Leži na nadmorski višini 466 mnm ob glavni cesti Ljubelj - Celovec, in je pomembno križišče. Tu se od glavne ceste na levo odcepi cesta, ki poteka po dolini Roža, na desno pa v Podjuno.

## Zgodovina
Prelaz Ljubelj (1369 mnm) so uporabljali za prehod čez Karavanke že v prazgodovini. Pot čez goro so nenehno širili in posodabljali. Pozneje v srednjem veku so skrb za vzdrževanje in oskrbo popotnikov na poti čez Ljubelj prevzeli samostani, na severni strani prelaza samostan iz Vetrinja, na južni strani pa samostan Stična. Vetrinjski samostan je okoli leta 1330 organiziral (postavil) stalno oskrbo za popotnike t. i. "gostinec". Gostinec je stal na začetku poti proti Ljubelju v Kožentavri.
| Delež Slovencev 1951 | Delež Slovencev 1961 | Delež Slovencev 1971 | Delež Slovencev 1991 | Delež Slovencev 2001 | Št. preb. 2001 |
| -------------------- | -------------------- | -------------------- | -------------------- | -------------------- | -------------- |
| 45,6%                | 19,4%                | 10,2%                | 7,9%                 | 3,8%                 | 235            |